# Cerro Alfaro
El cerro Alfaro, con una altitud de 744 m s. n. m., es una montaña de Sierra Alhamilla, al sudeste de la provincia de Almería (España). Administrativamente, se encuentra en el término municipal de Rioja.

## Descripción
Se encuentra en el extremo oeste de la sierra, en pleno desierto de Tabernas. Tiene una característica forma piramidal, y su cima está conformada por una cresta rocosa de orientación NNO-SSE
Ha sido telón de fondo en numerosas producciones spaghetti western, que utilizaban el desierto almeriense para rodar las películas.

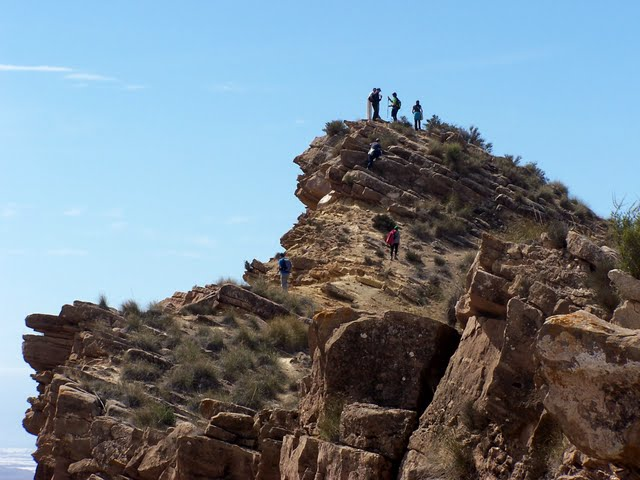
Cresta rocosa en la cima